# Чемпіонат України із шахів 2015 (жінки)
75-й чемпіонат України із шахів серед жінок проходив з 4 по 14 грудня 2015 року у Львові. Турнір відбувався одночасно з чемпіонатом України серед чоловіків у приміщенні готелю «Волтер» (вул. Липинського, 60а).
Набравши 6½ очок з 9 можливих (+5-1=3), чемпіонкою України вперше стала 21-річна Анастасія Рахмангулова (Миколаїв).

## Регламент турніру
Категорія турніру — II (середній рейтинг — 2286,7).

Головний суддя турніру, міжнародний арбітр  — Леонід Боданкін

### Розклад змагань

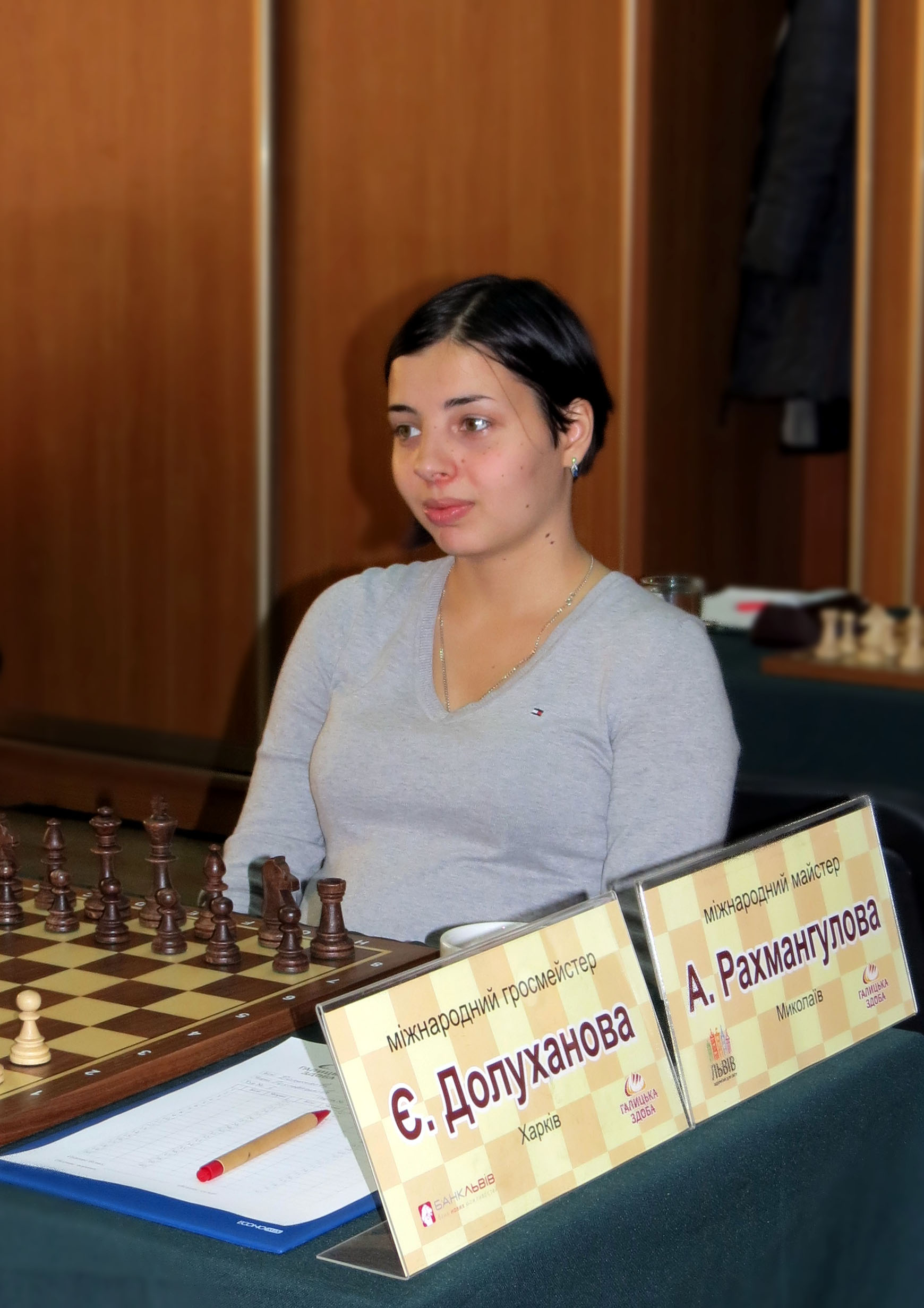
Анастасія Рахмангулова — чемпіонка України 2015 року

| - відкриття та жеребкування — 4 грудня (початок 18-00) - 1 тур — 5 грудня (початок партій 15-00) - 2 тур — 6 грудня (15-00) - 3 тур — 7 грудня (15-00) - 4 тур — 8 грудня (15-00) - вихідний день — 9 грудня | - 5 тур — 10 грудня (15-00) - 6 тур — 11 грудня (15-00) - 7 тур — 12 грудня (15-00) - 8 тур — 13 грудня (15-00) - 9 тур — 14 грудня (12-00) - закриття турніру — 14 грудня (18-15) |

### Контроль часу
- 90 хвилин на перші 40 ходів плюс 30 хвилин до закінчення партії кожному учаснику з додаванням 30 секунд за кожен зроблений хід, починаючи з першого. Дозволений час спізнення на партію — 15 хвилин з початку туру.

### Критерії розподілу місць
Місця визначаються за кількістю набраних очок. У разі рівності очок у двох або більше учасників місця визначаються (у порядку пріоритетів) за такими додатковими показниками:
- 1. Коефіцієнт Зоннеберга-Бергера;
- 2. Результат особистої зустрічі;
- 3. Кількість виграних партій;
- 4. Плей-оф.

## Учасниці турніру
| - Інна Гапоненко (Херсон, 2403) — 65 (5-е в Україні) - Ольга Калініна (Тернопіль, 2350) — 115 (8) - Юлія Осьмак (Київ, 2334) — 143 (9) - Ліза Соловйова (Малахова) (Львів, 2315) — 168 (10) - Євгенія Долуханова (Харків, 2301) — 187 (11) - Наталія Букса (Львів, 2287) — 210 (12) - Катерина Должикова (Київ, 2247) — 297 (17) - Мирослава Грабінська (Львів, 2236) — 321 (19) - Анастасія Рахмангулова (Миколаїв, 2234) — 322 (20) - Анастасія Гуцко (Харків, 2177) — 505 (28) |

жирним — місце в рейтингу Ело серед жінок станом на грудень 2015 року.
|                |                |             |                |                    |               |                    |                      |                        |                 |
| Інна Гапоненко | Ольга Калініна | Юлія Осьмак | Ліза Соловйова | Євгенія Долуханова | Наталія Букса | Катерина Должикова | Мирослава Грабінська | Анастасія Рахмангулова | Анастасія Гуцко |

## Рух за турами

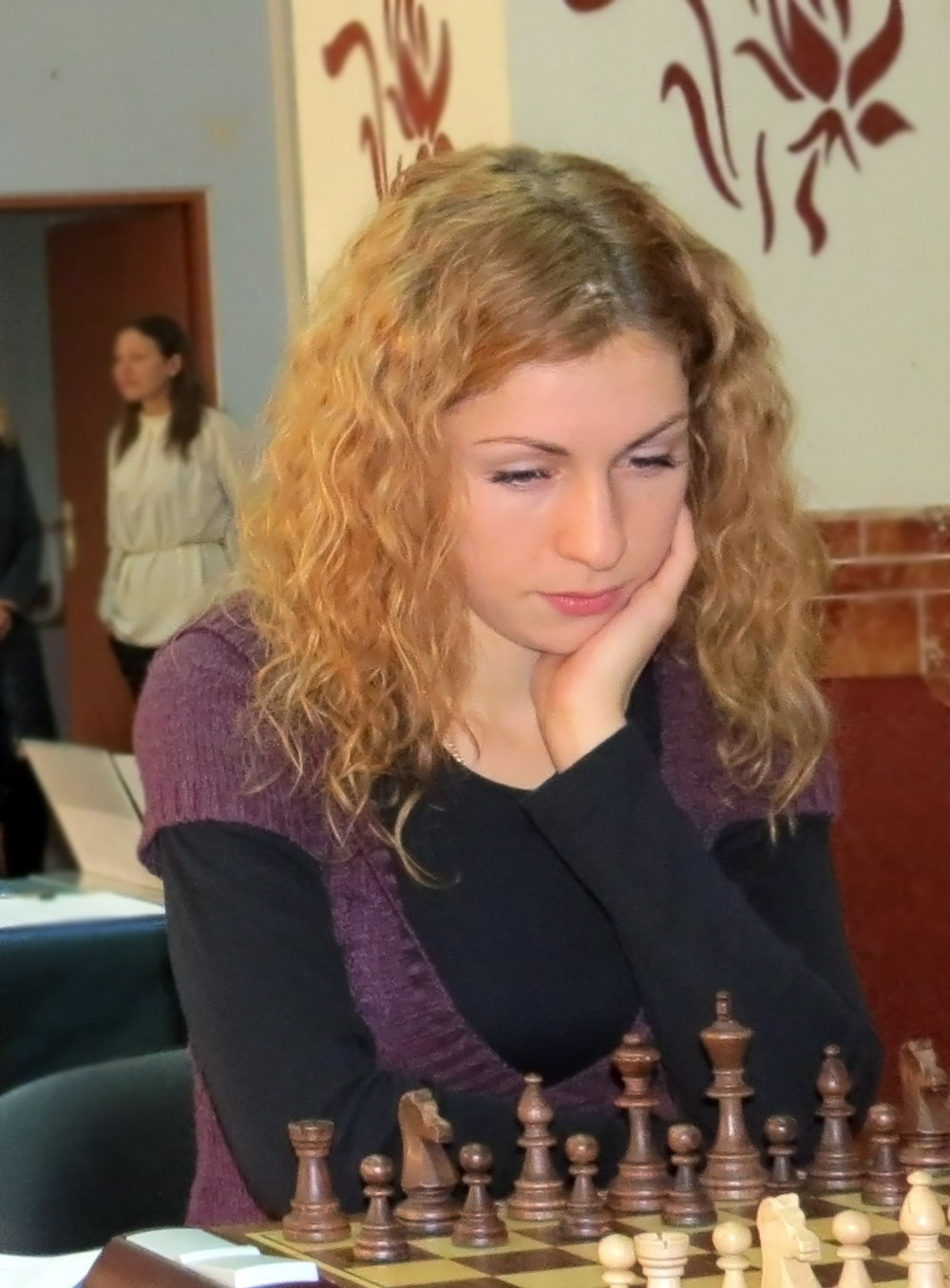
Ольга Калініна — срібна призерка чемпіонату

| 1 тур 5.12.2015  | 1 тур 5.12.2015 | 1 тур 5.12.2015 | 1 тур 5.12.2015 | 1 тур 5.12.2015 |
| ---------------- | --------------- | --------------- | --------------- | --------------- |
| Гапоненко        | 0               | 0:1             | 0               | Соловйова       |
| Букса            | 0               | ½:½             | 0               | Долуханова      |
| Рахмангулова     | 0               | 0:1             | 0               | Грабінська      |
| Гуцко            | 0               | 1:0             | 0               | Должикова       |
| Осьмак           | 0               | 1:0             | 0               | Калініна        |
| 4 тур 8.12.2015  |                 |                 |                 |                 |
| Соловйова        | 1½              | 1:0             | 0               | Должикова       |
| Грабінська       | 2½              | 0:1             | 2               | Калініна        |
| Долуханова       | 1               | 0:1             | 2½              | Осьмак          |
| Гапоненко        | 1               | ½:½             | 1½              | Гуцко           |
| Букса            | 1               | ½:½             | 2               | Рахмангулова    |
| 7 тур 12.12.2015 |                 |                 |                 |                 |
| Гуцко            | 2               | ½:½             | 3               | Соловйова       |
| Осьмак           | 4               | 0:1             | 4½              | Рахмангулова    |
| Калініна         | 4½              | 1:0             | 3½              | Букса           |
| Должикова        | ½               | 0:1             | 2½              | Гапоненко       |
| Грабінська       | 4               | 0:1             | 1½              | Долуханова      |

| 2 тур 6.12.2015  | 2 тур 6.12.2015 | 2 тур 6.12.2015 | 2 тур 6.12.2015 | 2 тур 6.12.2015 |
| ---------------- | --------------- | --------------- | --------------- | --------------- |
| Соловйова        | 1               | 0:1             | 0               | Калініна        |
| Должикова        | 0               | 0:1             | 1               | Осьмак          |
| Грабінська       | 1               | 1:0             | 1               | Гуцко           |
| Долуханова       | ½               | 0:1             | 0               | Рахмангулова    |
| Гапоненко        | 0               | 1:0             | ½               | Букса           |
| 5 тур 10.12.2015 |                 |                 |                 |                 |
| Рахмангулова     | 2½              | 1:0             | 2½              | Соловйова       |
| Гуцко            | 2               | 0:1             | 1½              | Букса           |
| Осьмак           | 3½              | ½:½             | 1½              | Гапоненко       |
| Калініна         | 3               | 1:0             | 1               | Долуханова      |
| Должикова        | 0               | 0:1             | 2½              | Грабінська      |
| 8 тур 13.12.2015 |                 |                 |                 |                 |
| Соловйова        | 3½              | 1:0             | 2½              | Долуханова      |
| Гапоненко        | 3½              | 1:0             | 4               | Грабінська      |
| Букса            | 3½              | ½:½             | ½               | Должикова       |
| Рахмангулова     | 5½              | ½:½             | 5½              | Калініна        |
| Гуцко            | 2½              | 0:1             | 4               | Осьмак          |

| 3 тур 7.12.2015  | 3 тур 7.12.2015 | 3 тур 7.12.2015 | 3 тур 7.12.2015 | 3 тур 7.12.2015 |
| ---------------- | --------------- | --------------- | --------------- | --------------- |
| Букса            | ½               | ½:½             | 1               | Соловйова       |
| Рахмангулова     | 1               | 1:0             | 1               | Гапоненко       |
| Гуцко            | 1               | ½:½             | ½               | Долуханова      |
| Осьмак           | 2               | ½:½             | 2               | Грабінська      |
| Калініна         | 1               | 1:0             | 0               | Должикова       |
| 6 тур 11.12.2015 |                 |                 |                 |                 |
| Соловйова        | 2½              | ½:½             | 3½              | Грабінська      |
| Долуханова       | 1               | ½:½             | 0               | Должикова       |
| Гапоненко        | 2               | ½:½             | 4               | Калініна        |
| Букса            | 2½              | 1:0             | 4               | Осьмак          |
| Рахмангулова     | 3½              | 1:0             | 2               | Гуцко           |
| 9 тур 14.12.2015 |                 |                 |                 |                 |
| Осьмак           | 5               | 1:0             | 4½              | Соловйова       |
| Калініна         | 6               | 0:1             | 2½              | Гуцко           |
| Должикова        | 1               | ½:½             | 6               | Рахмангулова    |
| Грабінська       | 4               | 0:1             | 4               | Букса           |
| Долуханова       | 2½              | ½:½             | 4½              | Гапоненко       |

## Турнірна таблиця
| №  | Шахістка                  | Місто     | Вік | Рейтинг | 1 | 2 | 3 | 4 | 5 | 6 | 7 | 8 | 9 | 10 |  | + | − | = | Очки | Місце  | ТВ    | Performance | Рейтинг +/- |
| -- | ------------------------- | --------- | --- | ------- | - | - | - | - | - | - | - | - | - | -- |  | - | - | - | ---- | ------ | ----- | ----------- | ----------- |
| 1  | Інна Гапоненко            | Херсон    | 39  | 2403    |   | 1 | 0 | ½ | ½ | ½ | 1 | 1 | ½ | 0  |  | 3 | 2 | 4 | 5    | 5      | 19,75 | 2319        | -10,3       |
| 2  | Наталія Букса             | Львів     | 19  | 2287    | 0 |   | ½ | 1 | 1 | 0 | ½ | 1 | ½ | ½  |  | 3 | 2 | 4 | 5    | 4      | 21,25 | 2332        | +10,6       |
| 3  | Анастасія Рахмангулова    | Миколаїв  | 21  | 2234    | 1 | ½ |   | 1 | 1 | ½ | ½ | 0 | 1 | 1  |  | 5 | 1 | 3 | 6½   | Gold   | 28,25 | 2460        | +54,6       |
| 4  | Анастасія Гуцко           | Харків    | 30  | 2177    | ½ | 0 | 0 |   | 0 | 1 | 1 | 0 | ½ | ½  |  | 2 | 4 | 3 | 3½   | 8      | 13,75 | 2221        | +10,0       |
| 5  | Юлія Осьмак               | Київ      | 17  | 2334    | ½ | 0 | 0 | 1 |   | 1 | 1 | ½ | 1 | 1  |  | 5 | 2 | 2 | 6    | Bronze | 23,00 | 2408        | +8,7        |
| 6  | Ольга Калініна            | Тернопіль | 26  | 2350    | ½ | 1 | ½ | 0 | 0 |   | 1 | 1 | 1 | 1  |  | 5 | 2 | 2 | 6    | Silver | 23,75 | 2407        | +13         |
| 7  | Катерина Должикова        | Київ      | 27  | 2247    | 0 | ½ | ½ | 0 | 0 | 0 |   | 0 | ½ | 0  |  | 0 | 6 | 3 | 1½   | 10     | 7,25  | 2020        | -48,8       |
| 8  | Мирослава Грабінська      | Львів     | 31  | 2236    | 0 | 0 | 1 | 1 | ½ | 0 | 1 |   | 0 | ½  |  | 3 | 4 | 2 | 4    | 7      | 16,75 | 2251        | +4,4        |
| 9  | Євгенія Долуханова        | Харків    | 31  | 2284    | ½ | ½ | 0 | ½ | 0 | 0 | ½ | 1 |   | 0  |  | 1 | 4 | 4 | 3    | 9      | 11,50 | 2162        | -33,4       |
| 10 | Ліза Соловйова (Малахова) | Львів     | 22  | 2315    | 1 | ½ | 0 | ½ | 0 | 0 | 1 | ½ | 1 |    |  | 3 | 3 | 3 | 4½   | 6      | 15,75 | 2285        | -7,2        |

### Підсумкова таблиця
1. Анастасія Рахмангулова — 6½ очок
2. Ольга Калініна — 6
3. Юлія Осьмак — 6
4. Наталія Букса — 5
5. Інна Гапоненко — 5
6. Ліза Соловйова (Малахова) — 4½
7. Мирослава Грабінська — 4
8. Анастасія Гуцко — 3½
9. Євгенія Долуханова — 3
10. Катерина Должикова — 1½